# 5808 Babelʹ
5808 Babelʹ este un asteroid din centura principală de asteroizi.

## Descriere
5808 Babelʹ este un asteroid din centura principală de asteroizi. A fost descoperit pe 27 august 1987 la Observatorul de Astrofizică din Crimeea de Liudmila Karacikina. El prezintă o orbită caracterizată de o semiaxă mare de 3,00 ua, o excentricitate de 0,10 și o înclinație de 10,9° în raport cu ecliptica.